# Nitten norske folkeviser
Nitten norske folkeviser is een compositie van de Noor Edvard Grieg. Alhoewel het een opusnummer draagt werd het niet direct na het componeren gepubliceerd. Grieg wendde zich voor zijn opus 66 opnieuw tot de Noorse volksmuziek voor deze transcripties voor de piano. Echter, waar Grieg eerder materiaal van  Ludvig Mathias Lindeman gebruikte, bij dit werk gebruikte hij materiaal dat hem was aangereikt door Frants Beyer, een levensvriend van de componist. De muziek draagt dezelfde stemming als Tjuefem Norske folkeviser og danser, maar Grieg gebruikte meer moderniteiten in het werk. Er zijn chromatische elementen in het werk terug te vinden. Grieg schreef aan Julius Röntgen, dat hij zich meer vrijheden veroorloofde, maar dat het soms een vreemde akkoordencombinatie opleverde. Hij schreef dat toe aan de Vøringsfossen, in de omgeving waarin hij aan het componeren was.   
De negentien deeltjes :
1. Kulok (geloei)
2. Det er den storste dårlighet (Het is de grootste dwaasheid)
3. En konge hersket i Österland (Een koning heerst in het Oosten)
4. Siri Dale-visen
5. Det var i min ungdom (Het gebeurde in mijn jeugd)
6. Lok og bådnlåt (geloei en slaapliedje)
7. Bådnlåt
8. Lok (geloei)
9. Liten va guten (de jongen van klein)
10. Morgo ska du få gifte deg (Morgen trouw je)
11. Der stander to piger (Daar stonden twee meisjes)
12. Ranveig
13. En liten grå mann (Een kleine grijze man)
14. I Ola-dalom, I Ola-kjonn (In de Olavallei, in het Olameer)
15. Bådnlåt (slaapliedje)
16. Ho vesie Astrid vår (Onze kleine Astrid)
17. Bådnlåt (slaapliedje)
18. Jeg går i tusen tanker (Ik loop in gedachten)
19. Gjendines bådnlåt.

Het laatste liedje is van Grieg zelf. Hij schreef het voor het melkmeisje Gjendine Slaalien (1871-1972), die hij in 1891 in Jotunheimen had ontmoet en waarvoor hij het melodietje had geschreven. I Ola-dalom, I Ola-kjonn werd later door Frederick Delius gebruikt voor zijn On hearing the first cuckoo in spring, nadat Percy Grainger de versie van Grieg  aan hem had voorgespeeld. 

## Discografie
- Uitgave Naxos: Einar Steen-Nøkleberg, opname 1993
- Uitgave Bis Records: Eva Knardahl
- Uitgave Brilliant Classics: Hakon Austbø
- en andere uitgaven, soms ook bestaande uit enkele liedjes uit bovenstaande lijst.